# Yoshiro Moriyama
Yoshiro Moriyama (født 9. november 1967) er en japansk fodboldspiller.

## Japans fodboldlandshold
| Japans landshold | Japans landshold | Japans landshold |
| År               | Kmp              | Mål              |
| ---------------- | ---------------- | ---------------- |
| 1994             | 7                | 0                |
| Total            | 7                | 0                |